# Ghiacciaio d'Otro
Il ghiacciaio d'Otro è un piccolo ghiacciaio alpino situato in val d'Otro nel territorio comunale di Alagna (VC), in alta Valsesia.

## Descrizione
Si tratta di un piccolo ghiacciaio di circo, situato sul lato nord-est del Corno Bianco, nell'ampia conca delimitata dalla punta dell'Uomo Storto (3014 m), dalla punta di Netscho (3280 m), dalla vetta del Corno Bianco (3320 m) e dal cornello Tailly (2708 m). 
Si sviluppa a una quota compresa tra i 2800 e i 2600 m s.l.m., e presenta un vasto apparato morenico testimonianza della sua maggiore estensione in epoche storiche relativamente recenti.
Nasce da questo ghiacciaio il torrente Otro, affluente di destra del fiume Sesia.